# Xanthonia oblonga
Xanthonia oblonga es una especie de insecto coleóptero de la familia Chrysomelidae.
Fue descrita científicamente en 1987 por Takizawa & Basu.